# María Vento-Kabchi
María Alejandra Vento-Kabchi (Caracas, 24 maggio 1974) è un'ex tennista venezuelana.

## Biografia
Vinse quattro tornei in coppia, fra cui quello del Dubai Tennis Championships doppio femminile del 2002 in coppia con Barbara Rittner riuscì a battere Sandrine Testud e Roberta Vinci con 6–3, 6–2.
Al China Open nel 2004 perse in finale contro Emmanuelle Gagliardi e Dinara Safina giocando in coppia con Gisela Dulko, mentre l'anno successivo cambiando partner per Nuria Llagostera Vives vinse la competizione sconfiggendo Yan Zi e Zheng Jie con il punteggio di 6–2, 6–4
Vinse come singolo una medaglia d'oro ai XIII Giochi panamericani. Nel ranking raggiunse la 26ª posizione il 19 luglio del 2004.
All'US Open 2005 - Singolare femminile perse al quarto turno contro l'atleta belga Kim Clijsters che poi vincerà la competizione.
Nel 2006 ha annunciato il ritiro.

## Statistiche

### Risultati in progressione
| Sigla | Risultato               |
| ----- | ----------------------- |
| V     | Vincitore               |
| F     | Finalista               |
| SF    | Semifinalista           |
| O     | Oro olimpico            |
| A     | Argento olimpico        |
| SF    | Bronzo olimpico         |
| QF    | Quarti di Finale        |
| 4T    | Quarto turno            |
| 3T    | Terzo turno             |
| 2T    | Secondo turno           |
| 1T    | Primo turno             |
| RR    | Round Robin             |
| LQ    | Turno di qualificazione |
| A     | Assente                 |
| ND    | Non disputato           |

| Legenda superfici    |
| -------------------- |
| Cemento              |
| Terra battuta        |
| Erba                 |
| Superficie variabile |

#### Singolare nei tornei del Grande Slam
| Torneo          | 1992 | 1993 | 1994 | 1995 | 1996 | 1997 | 1998 | 1999 | 2000 | 2001 | 2002 | 2003 | 2004 | 2005 | 2006 |
| --------------- | ---- | ---- | ---- | ---- | ---- | ---- | ---- | ---- | ---- | ---- | ---- | ---- | ---- | ---- | ---- |
| Australian Open | A    | A    | A    | A    | 1T   | A    | 1T   | 1T   | 1T   | 2T   | A    | A    | 1T   | 1T   | 1T   |
| Open di Francia | A    | A    | A    | A    | A    | A    | 1T   | 1T   | 1T   | 1T   | A    | A    | 2T   | 1T   | 1T   |
| Wimbledon       | A    | A    | A    | 1T   | A    | 4T   | 3T   | 2T   | 1T   | 1T   | 1T   | A    | 2T   | 2T   | A    |
| US Open         | 1T   | A    | A    | 1T   | A    | 2T   | 2T   | 1T   | 2T   | A    | A    | 2T   | 3T   | 4T   | A    |

#### Doppio nei tornei del Grande Slam
| Torneo          | 1992 | 1993 | 1994 | 1995 | 1996 | 1997 | 1998 | 1999 | 2000 | 2001 | 2002 | 2003 | 2004 | 2005 | 2006 |
| --------------- | ---- | ---- | ---- | ---- | ---- | ---- | ---- | ---- | ---- | ---- | ---- | ---- | ---- | ---- | ---- |
| Australian Open | A    | A    | A    | A    | A    | A    | A    | A    | A    | 1T   | A    | 3T   | QF   | 2T   | 1T   |
| Open di Francia | A    | A    | A    | A    | A    | A    | A    | A    | A    | 1T   | 2T   | 2T   | 1T   | 2T   | 2T   |
| Wimbledon       | A    | A    | A    | A    | A    | A    | A    | A    | A    | 3T   | 1T   | QF   | QF   | 1T   | 1T   |
| US Open         | A    | A    | A    | A    | A    | A    | A    | A    | A    | A    | 1T   | QF   | 1T   | 1T   | 1T   |

#### Doppio misto nei tornei del Grande Slam
| Torneo          | 1992 | 1993 | 1994 | 1995 | 1996 | 1997 | 1998 | 1999 | 2000 | 2001 | 2002 | 2003 | 2004 | 2005 | 2006 |
| --------------- | ---- | ---- | ---- | ---- | ---- | ---- | ---- | ---- | ---- | ---- | ---- | ---- | ---- | ---- | ---- |
| Australian Open | A    | A    | A    | A    | A    | A    | A    | A    | A    | A    | A    | A    | 1T   | 2T   | A    |
| Open di Francia | A    | A    | A    | A    | A    | A    | A    | A    | A    | A    | A    | A    | 1T   | 1T   | A    |
| Wimbledon       | A    | A    | A    | A    | A    | A    | A    | A    | A    | A    | 2T   | 1T   | 2T   | 1T   | A    |
| US Open         | A    | A    | A    | A    | A    | A    | A    | A    | A    | A    | A    | 2T   | 1T   | A    | A    |

## Vittorie contro giocatrici Top 10
| Stagione | 2003 | Totale |
| Vittorie | 1    | 1      |

| #    | Giocatrice   | Ranking | Evento            | Superficie | Turno | Punteggio | Rank. MVKR |
| ---- | ------------ | ------- | ----------------- | ---------- | ----- | --------- | ---------- |
| 2003 |              |         |                   |            |       |           |            |
| 1.   | Chanda Rubin | 8       | US Open, New York | Cemento    | 1T    | 6-4, 6-4  | 84         |
| 2004 |              |         |                   |            |       |           |            |
| 2.   | Ai Sugiyama  | 10      | Miami Open, Miami | Cemento    | 2T    | 6-1, 7-5  | 39         |